# 百度全景
百度全景为百度公司在2013年8月21日推出的街景地图服务。对于该服务所覆盖的地区，用户可以觀看到所選擇城市街道的高清全景图像。截至2015年3月11日，百度全景已覆盖了175个城市。

## 简介
2013年8月21日，百度推出了自己的街景地图——百度全景主要是为了应对已经存在的腾讯街景。现在已覆盖中国大陆175个城市，与其他街景地图不同的是，百度的街景地图始终称之为“全景”，而不是“街景”。
为了尊重隐私权，百度全景对车牌、人脸打上了马赛克，但仍有相当数量的车牌、人脸以及电话号码未模糊化，大部分街道上人的面部特征、表情看得清清楚楚。操作介面的順滑度也不如蘋果地圖所推出的Look around街景服務中那般的精緻。

## 历史

### 2013年
- 2013年8月21日，百度地图推出百度全景地图，百度全景诞生。[1]
- 2013年11月，百度地图旗下百度全景通过引入激光点云技术升级为激光全景。[2]

### 2014年
- 2014年4月16日，百度地图旗下百度全景上线香港全景，成为国内首家把全景进驻海外的全景地图。[3]

- 2014年5月，百度地图旗下百度全景悄然开放众包拍摄。[4]

- 2014年9月，百度地图旗下百度全景支持移动端WebGL。[5]

- 2014年10月，百度地图旗下百度全景一周上线89座城市。[6]同月，百度地图上线百度全景UGC平台。[7]

### 2015年
- 2015年4月30日，百度地图旗下百度街景发起“See You Again，加德满都”百度全景尼泊尔古迹复原行动活动。[8]

### 2016年
- 2016年8月15日，百度地图上线巴西里约热内卢的10个体育场馆和10个热门景点全景，这也是百度地图首次在海外其他国家上线全景功能。[9]
- 2016年8月31日，澳门特区个人资料保护办公室发现百度曾在澳門街道進行實景拍攝，涉及收集行人、車牌號碼等影像資料，故主動立案跟進。由于百度地图將相關資料轉移至澳門以外，澳门个资办对百度科處澳門幣30,000元罰款。除此之外，还要求立即刪除所有未經模糊化的澳門街景影像資料。[10]

## 使用
与大多数街景视图界面一样，百度全景的使用方式也是在界面右上方提供一个醒目的街景按钮，点击地图上蓝色的道路即可进入街景。从操作界面上看，百度全景和谷歌街景、腾讯地图的操作几乎完全一样，熟悉谷歌街景的用户很容易在上面进行操作。
百度全景同样支持键盘操作，右下角也有小地图标示现在所处的位置在地图上对应的地方。

## 百度全景上线城市列表
- 此列表内信息截至2017年6月10日，百度全景已推出333多个城市的街景地图。[11]

| 省份           | 城市 |
| -------------- | --- |
| 北京市         | 北京 |
| 上海市         | 上海 |
| 天津市         | 天津 |
| 重庆市         | 重庆 |
| 辽宁省         | 沈阳市、辽阳市、大连市、抚顺市、盘锦市、锦州市、朝阳市、丹东市、营口市、阜新市、本溪市、鞍山市、葫芦岛市、铁岭市                                                                          |
| 吉林省         | 长春市、吉林市、通化市、延边州、松原市、白城市、白山市 |
| 黑龙江省       | 哈尔滨市、大庆市、齐齐哈尔市、牡丹江市、佳木斯市、绥化市、鸡西市、伊春市、鹤岗市、七台河市、双鸭山市、黑河市、大兴安岭地区                                                                |
| 山西省         | 太原市、晋中市、朔州市、忻州市、吕梁市、阳泉市、临汾市、长治市、运城市、晋城市、大同市 |
| 山东省         | 济南市、青岛市、泰安市、潍坊市、日照市、威海市、济宁市、烟台市、东营市、滨州市、聊城市、莱芜市、菏泽市、枣庄市、临沂市、德州市、淄博市                                                    |
| 安徽省         | 合肥市、芜湖市、黄山市、六安市、蚌埠市、滁州市、安庆市、池州市、马鞍山市、阜阳市、宿州市、宣城市、黄山市、铜陵市、淮南市、淮北市、亳州市                                                  |
| 江苏省         | 南京市、苏州市、无锡市、扬州市、常州市、徐州市、连云港市、盐城市、淮安市、南通市、镇江市、宿迁市、泰州市                                                                                  |
| 浙江省         | 杭州市、嘉兴市、宁波市、湖州市、绍兴市、舟山市、丽水市、台州市、衢州市、金华市、温州市 |
| 河北省         | 石家庄市、保定市、廊坊市、秦皇岛市、承德市、唐山市、张家口市、邯郸市、邢台市、沧州市、衡水市                                                                                              |
| 河南省         | 郑州市、开封市、安阳市、新乡市、洛阳市、商丘市、许昌市、平顶山市、周口市、驻马店市、信阳市、焦作市、鹤壁市、南阳市、漯河市、三门峡市、濮阳市                                              |
| 湖北省         | 武汉市、襄阳市、荆门市、荆州市、十堰市、随州市、黄石市、宜昌市、孝感市、鄂州市、黄冈市、咸宁市、恩施州、天门市、仙桃市、潜江市                                                            |
| 湖南省         | 长沙市、张家界市、湘西州、衡阳市、岳阳市、湘潭市、株洲市、常德市、郴州市、怀化市、益阳市、永州市、娄底市、邵阳市                                                                          |
| 江西省         | 南昌市、九江市、景德镇市、吉安市、上饶市、赣州市、宜春市、新余市、萍乡市、抚州市、鹰潭市                                                                                                  |
| 福建省         | 福州市、厦门市、泉州市、莆田市、漳州市、南平市、龙岩市、三明市、宁德市 |
| 广东省         | 广州市、深圳市、东莞市、清远市、江门市、中山市、珠海市、湛江市、佛山市、汕头市、汕尾市、揭阳市、惠州市、肇庆市、茂名市、河源市、潮州市、云浮市、阳江市、韶关市、梅州市                    |
| 广西壮族自治区 | 南宁市、柳州市、桂林市、北海市、钦州市、防城港市、玉林市、贵港市、崇左市、百色市、河池市、梧州市、来宾市、贺州市                                                                          |
| 海南省         | 海口市、三亚市、儋州市、文昌市、屯昌县、琼海市、万宁市、陵水黎族自治县、五指山市、东方市、定安县、 澄迈县、临高县、昌江黎族自治县、乐东黎族自治县、琼中黎族苗族自治县、保亭黎族苗族自治县 |
| 内蒙古自治区   | 呼和浩特市、呼伦贝尔市、鄂尔多斯市、包头市、兴安盟、赤峰市、通辽市、巴彦淖尔市、乌海市、乌兰察布市、锡林郭勒盟、阿拉善盟                                                                  |
| 宁夏回族自治区 | 银川市、吴忠市、中卫市、固原市、石嘴山市 |
| 甘肃省         | 兰州市、酒泉市、张掖市、嘉峪关市、庆阳市、平凉市、天水市、武威市、白银市、陇南市、定西市、临夏州、甘南州                                                                                  |
| 青海省         | 西宁市、玉树州、海北州、海南州、海东市、果洛州、海西州、黄南州 |
| 陕西省         | 西安市、榆林市、宝鸡市、延安市、咸阳市、汉中市、安康市、商洛市、铜川市 |
| 四川省         | 成都市、德阳市、南充市、达州市、宜宾市、泸州市、绵阳市、内江市、乐山市、广元市、自贡市、雅安市、遂宁市、广安市、巴中市、攀枝花市、眉山市、资阳市、阿坝州、凉山州                          |
| 贵州省         | 贵阳市、安顺市、六盘水市、遵义市、铜仁市、毕节市、黔东南州、黔南州、黔西南州 |
| 云南省         | 昆明市、曲靖市、昭通市、玉溪市、临沧市、丽江市、普洱市、保山市、大理州、红河州、楚雄州、西双版纳州、迪庆州、文山州、怒江州、德宏州                                                        |
| 西藏自治区     | 拉萨市、日喀则市、那曲地区、山南市、林芝市、昌都市、阿里地区 |
| 新疆自治区     | 乌鲁木齐市、阿克苏地区、喀什地区、吐鲁番地区、和田地区、克拉玛依市、阿勒泰地区、哈密地区、塔城地区、昌吉州、克孜勒苏州、巴音郭楞州、伊犁州                                                |
| 香港特别行政区 | 香港 |
| 澳门特别行政区 | 澳门 |

## 移动客户端
百度手机地图，目前已推出Android客户端、iPhone客户端、iPad客户端、Windows Phone客户端和Symbian 客户端。
百度导航，目前已推出Android客户端、Android Pad客户端和iPhone客户端。

## 相关链接
- 官方网站 
- 百度全景 （页面存档备份，存于）
- 成为百度全景摄影师 （页面存档备份，存于）
- 百度全景UGC平台 （页面存档备份，存于）
- 百度地图的新浪微博
- 百度导航的新浪微博